# Drużynowe Mistrzostwa Europy Juniorów na Żużlu 2011
Drużynowe Mistrzostwa Europy Juniorów na Żużlu 2011 – zawody żużlowe, mające na celu wyłonienie medalistów drużynowych mistrzostw Europy juniorów w sezonie 2011, z udziałem zawodników do 19. roku życia. W zawodach zwyciężyli reprezentanci Rosji.

## Finał
- Lendava (Športni park Petišovci), 21 sierpnia 2011

| Msc | | Drużyna / Zawodnik                                                | Biegi        | Punkty |
| --- | --- | ----------------------------------------------------------------- | ------------ | ------ |
| 1   | | Rosja                                                             | Rosja        | 42     |
| 1   | Witalij Biełousow Maksim Łobzenko Ilja Czałow Władimir Borodulin Wadim Tarasienko                      | (2,3,3,2,3) (0,–,–,–,–) (1,2,2,3,2) (3,3,1,2,3) (1,2,2,2)         | 13 0 10 12 7 |        |
| 2   | | Dania                                                             | Dania        | 36     |
| 2   | Nikolaj Busk Jakobsen Jonas Brøndum Andersen Mikkel Michelsen Mikkel Bech Jensen Michael Jepsen Jensen | (2,–,–,–,0) (2,–,2,0,–) (d,3,3,3,2) (3,2,t,1,u) (1,3,3,3,3)       | 2 4 11 6 13  |        |
| 3   | | Szwecja                                                           | Szwecja      | 26     |
| 3   | Joel Larsson Oliver Berntzon Jacob Thorssell Victor Palovaara Mathias Thörnblom                        | (3,1,1,0,–) (1,1,1,–,1) (1,–,3,2,3,1) (1,0,–,0,–) (2,u,3,1)       | 5 4 10 1 6   |        |
| 4   | | Adria Team                                                        | Adria Team   | 16     |
| 4   | Matic Ivacic Jasmin Ilijas Ladislav Vida Kristian Revinsek Dino Kovacic                                | (2,0,0,1,1,2) (3,d,0,1,–,0) (0,–,–,–,–) (0,0,–,–,–) (2,2,0,1,1,0) | 6 4 0 6      |        |

Bieg po biegu:
1. Bech Jensen, Ivacic, Palovaara, Łobzenko
2. Ilijas, Biełousow, Thorsell, Michelsen (d)
3. Larsson, Andersen, Czałow, Revinsek
4. Borodulin, Jakobsen, Berntzon, Vida
5. Borodulin, Bech Jensen, Larsson, Ilijas (d)
6. Michelsen, Czałow, Berntzon, Ivacic
7. Biełousow, Kovacic, Jepsen Jensen, Palovaara
8. Jepsen Jensen, Thörnblom, Tarasienko, Revinsek
9. Biełousow, Kovacic, Berntzon, Bech Jensen (t)
10. Michelsen, Tarasienko, Larsson, Ilijas
11. Thorsell, Andersen, Borodulin, Ivacic
12. Jepsen Jensen, Czałow, Ilijas, Thörnblom (u)
13. Michelsen, Borodulin, Ivacic, Palovaara
14. Czałow, Thorsell, Bech Jensen, Kovacic
15. Thorsell, Tarasienko, Kovacic, Andersen
16. Jepsen Jensen, Czałow, Thörnblom, Kovacic
17. Thörnblom, Tarasienko, Kovacic, Jakobsen
18. Jepsen Jensen, Czałow, Thörnblom, Kovacic
19. Borodulin, Ivacic, Berntzon, Bech Jensen (u)
20. Biełousow, Michelsen, Thorsell, Ilijas